# Metallura baroni
Metallura baroni là một loài chim trong họ Trochilidae.